# Comté de Houston (Texas)
Pour les articles homonymes, voir Comté de Houston.
Le comté de Houston, en anglais : Houston County, est un comté situé dans le centre-est de l'État du Texas aux États-Unis. Il est bordé par le golfe du Mexique au sud et par la frontière de la Louisiane à l'est. Il est nommé en l'honneur de Samuel Houston, un président de la république du Texas. Le siège du comté est la ville de Crockett ; malgré son nom, le comté ne contient pas la ville de Houston. Selon le  recensement de 2020, sa population est de 22 066 habitants.
Le comté a une superficie de 3 203 km2, dont 3 188 km2 en surfaces terrestres.

## Démographie
| Groupes           | Comté de Houston | Texas | États-Unis |
| ----------------- | ---------------- | ----- | ---------- |
| Blancs            | 67,0             | 70,4  | 72,4       |
| Afro-Américains   | 26,0             | 11,9  | 12,9       |
| Autres            | 4,8              | 10,6  | 6,4        |
| Métis             | 1,4              | 2,7   | 2,9        |
| Amérindiens       | 0,4              | 0,7   | 0,9        |
| Asiatiques        | 0,4              | 3,8   | 4,8        |
| Total             | 100              | 100   | 100        |
|                   |                  |       |            |
| Latino-Américains | 10,0             | 37,9  | 16,7       |